# Sciades palauicola
Sciades palauicola är en skalbaggsart som först beskrevs av J. Linsley Gressitt 1956.  Sciades palauicola ingår i släktet Sciades och familjen långhorningar. Inga underarter finns listade i Catalogue of Life.